# Robin Cook (escriptor)
Robin Cook (Nova York, 4 de maig de 1940) és un metge i escriptor estatunidenc. Va estudiar medicina a la Universitat de Colúmbia i Harvard. És considerat un dels millors escriptors de literatura de terror inspirat en la ciència mèdica. Molts dels seus llibres han arribat a ser supervendes mundials i molts d'ells s'han portat al format de la pantalla gran.
És autor de grans èxits com:
- Cromosoma 6
- Toxina
- Abducció
- Vector
- Invasió
- Contagi
- Signes vitals
- Mutació
- La manipulació de les ments
- Por mortal
- Shock